# Giorgia Bordignon
Giorgia Bordignon (ur. 24 maja 1987 w Gallarate) – włoska sztangistka, srebrna medalistka igrzysk olimpijskich i trzykrotna medalistka mistrzostw Europy.

## Kariera
Na igrzyskach olimpijskich w Tokio w 2020 roku wywalczyła srebrny medal w wadze średniej. W zawodach tych rozdzieliła na podium Kanadyjkę Maude Charron i Chen Wen-huei z Tajwanu. Zdobyła srebrny medal w tej samej kategorii na mistrzostwach Europy w Bukareszcie w 2018 roku oraz brązowe podczas mistrzostw Europy w Tbilisi w 2015 roku i mistrzostw Europy w Førde w 2016 roku. Brała też udział w igrzyskach olimpijskich w Rio de Janeiro w 2016 roku, gdzie w wadze średniej zajęła szóste miejsce.